# 미타조노역
미타조노역(일본어: 美田園駅, みたぞのえき)은 일본 미야기현 나토리시에 있는 역이다.

## 역사
- 2007년 3월 18일: 영업 개시.

## 역 구조
섬식 승강장 1면 2선의 고가역으로 일선 스루식이다.
직원배치역이다. 자동 매표기, 자동 개찰기(Suica 대응)가 설치되어 있다.

### 승강장
| 1 | 동일본 여객 철도 | (상행) | 센다이 공항 방면    |
| 2 | 동일본 여객 철도 | (하행) | 나토리・센다이 방면 |

## 역 주변
현재 역 주변에는 택지 조성지로 논이 펼쳐져 있다.
- 마스다 강
- 나토리 이와누마 농업 협동 조합 미타조노 지점
- 히로우라 간이 우체국
- 미야기 현 미타조노 고등학교
- 미야기 현 종합 교육 센터
- 미야기 현 아이 종합 센터
- 미야기 현 중앙 아동 상담소
- 미야기 현 재활 지원 센터

## 사진

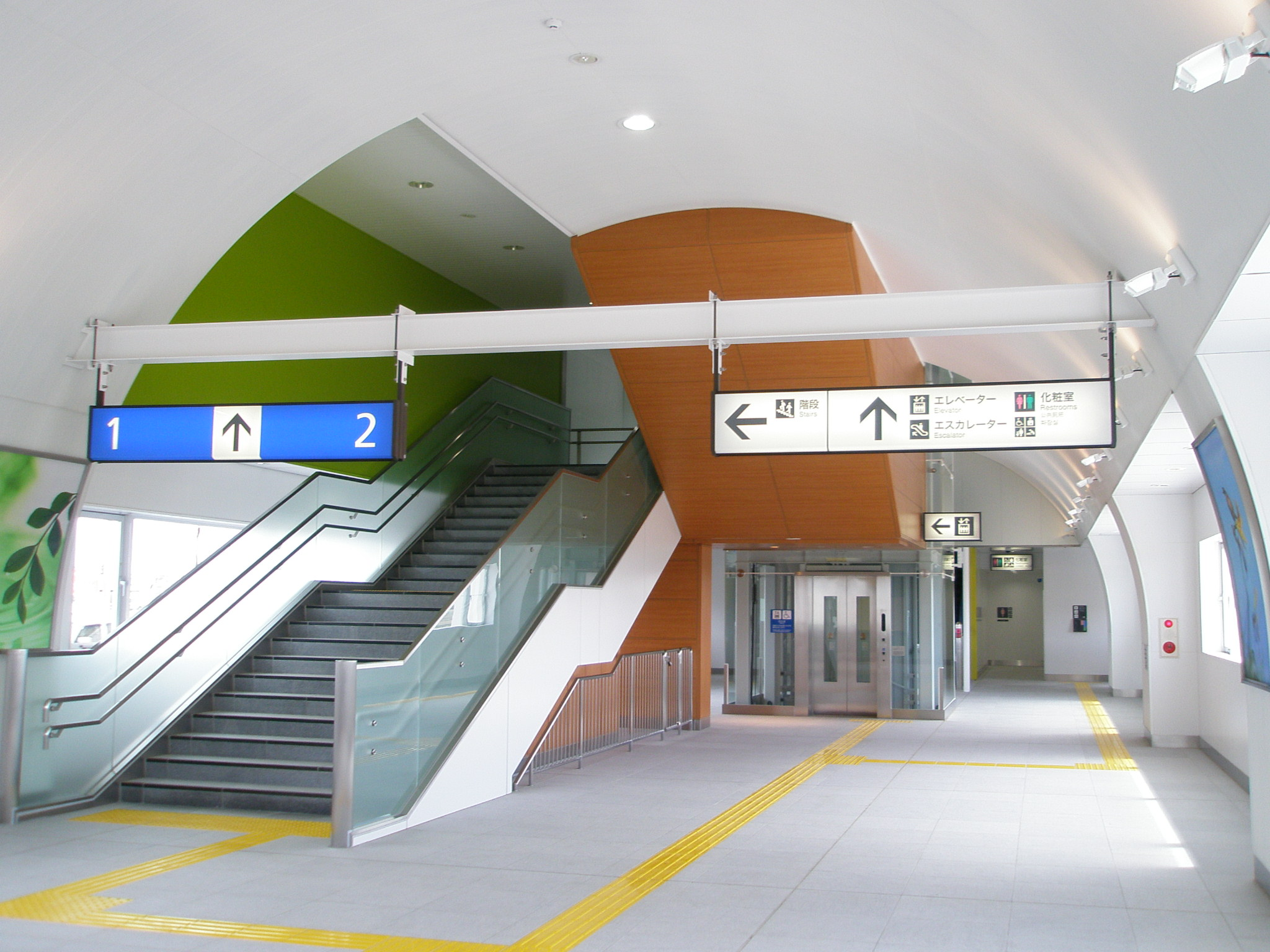
대합실
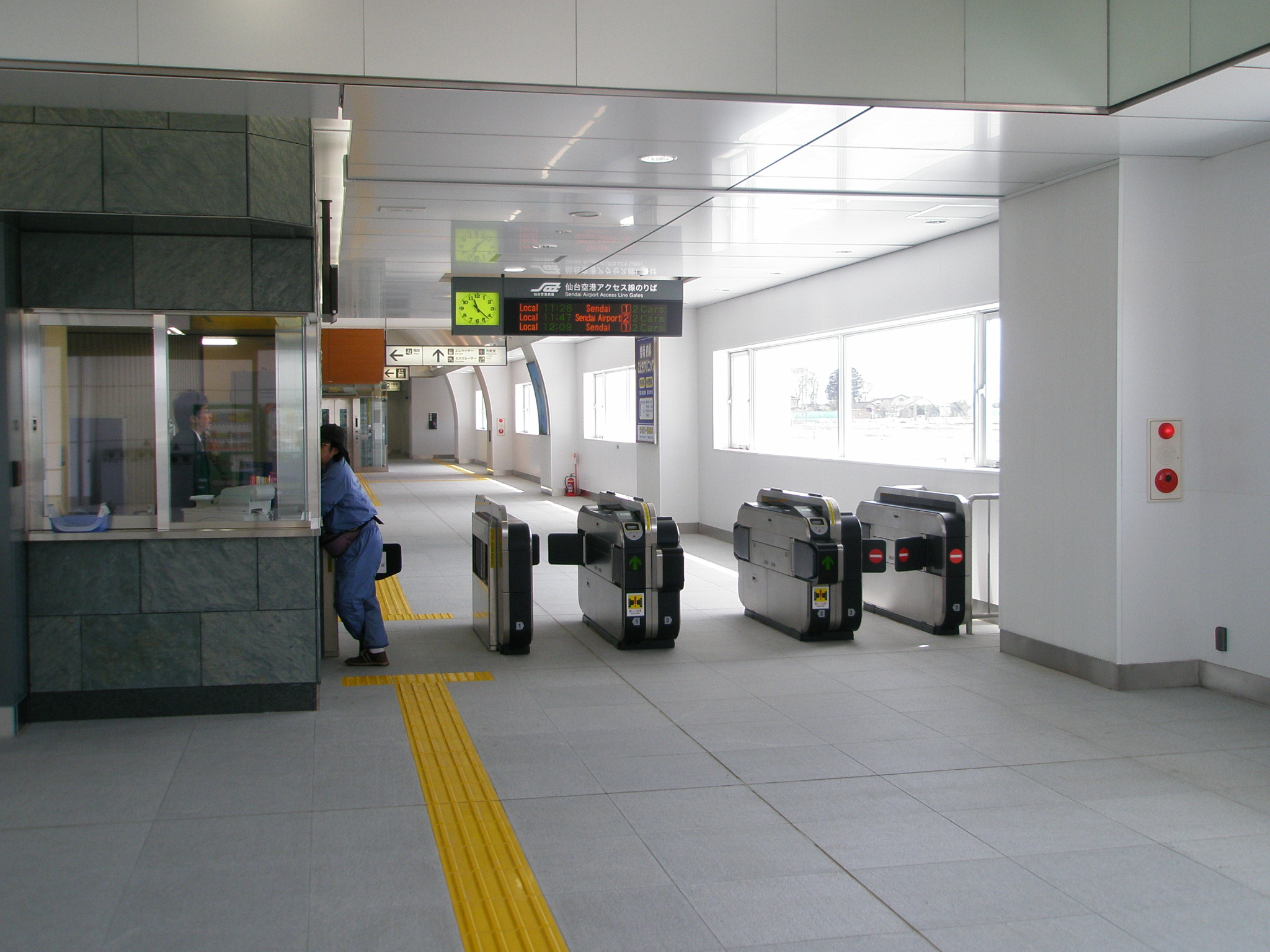
개찰구

## 인접역
| 동일본 여객 철도 ■ 센다이 공항선 | 동일본 여객 철도 ■ 센다이 공항선 | 동일본 여객 철도 ■ 센다이 공항선 |
| -------------------------------- | -------------------------------- | -------------------------------- |
| 모리세키노시타 나토리 방면       | ● 보통                           | 센다이 공항 센다이 공항 방면     |